# Michael Edwards (calciatore)
Michael Edwards (17 marzo 1977) è un ex calciatore trinidadiano, di ruolo difensore.